# 長谷川貞春
長谷川 貞春（はせがわ さだはる、生没年不詳）とは江戸時代末期の大坂の浮世絵師。

## 来歴
長谷川貞信の門人。貞春、五柳亭、五蕉亭と号す。大坂の人で天保末期に浜芝居に基づいた役者絵を専門に描いた。

## 作品
- 「小野道風・市川森之助」 大判 天保10年頃 『小野道風青柳硯』